# Buonarotti Club

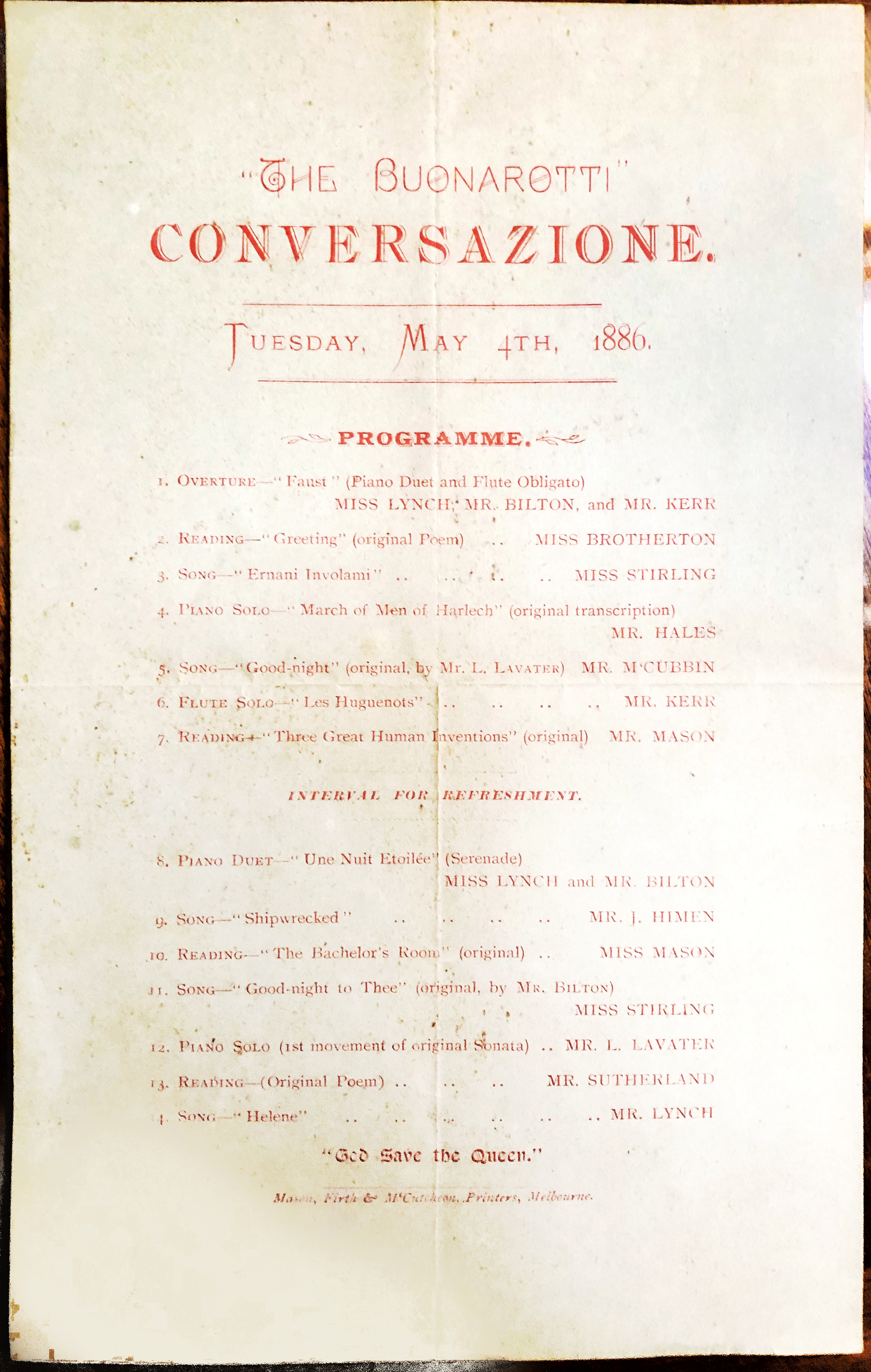
The Buonarotti Conversazione. Dienstag, 4. Mai 1886. Programm. Mason Firth & McCutcheon, Druckerei, Melbourne 1886. Privatsammlung

Der Buonarotti Club („The Buonarotti“) war zwischen 1883 und 1887 eine Künstlervereinigung in Melbourne (Australien) die mit der Heidelberg School in Verbindung stand.

## Gründung
Der Buonarotti Club war eine künstlerische, literarische und musikalische Vereinigung, die im Mai 1883 in Melbourne, Australien, von den Kupferstechern Cyrus Mason und Edward Gilks gegründet wurde. Zu den Gründungsmitgliedern gehörten professionelle Maler wie Fred M. Williams, Tom Humphrey, John Longstaff und Alexander Colquhoun sowie junge Kunstlehrer wie John L. Himen, Theodore Dewey und Izett Watson. Der Club wurde nach dem italienischen Renaissance Künstler Michelangelo Buonarroti benannt und hatte seinen Sitz zunächst im Prince's Bridge Hotel, später in anderen Räumlichkeiten in Melbourne.

## Aktivitäten

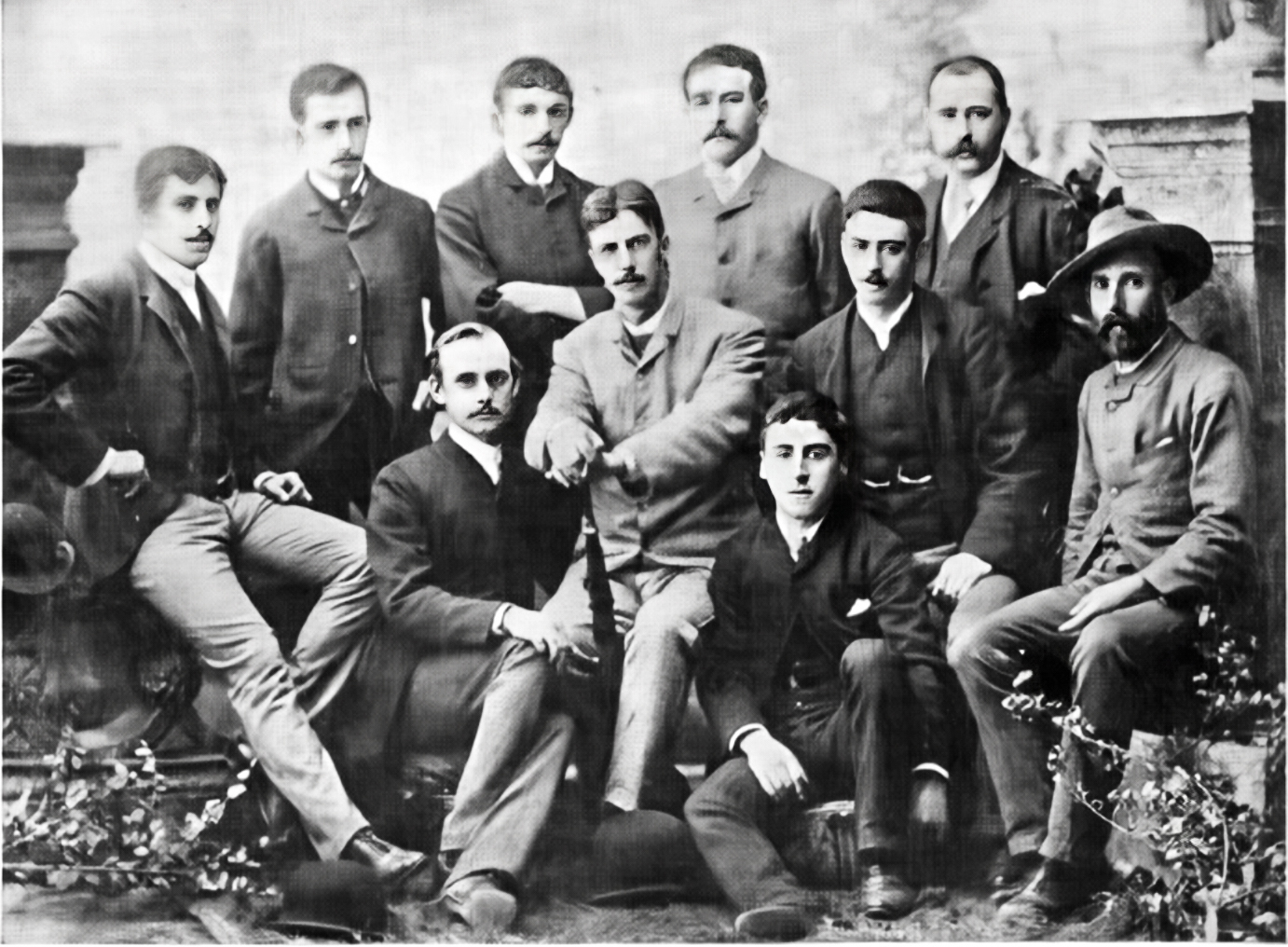
The Buonarroti Club. Oben von links nach rechts: J. Longstaff, L. Jones, A. Colquhon, E. Phillips Fox, F. McCubbin. Zweite Reihe: T. St George Tucker, J. Gibbs, D. Davies, F. Williams.

Der Club unterschied sich von anderen Kunstvereinen seiner Zeit, da er sich nicht nur auf das Ausstellen von Kunst konzentrierte, sondern auch eine multidisziplinäre Ausrichtung hatte. Die Mitglieder waren in drei Sektionen aufgeteilt: Kunst, Literatur und Musik, wobei die meisten Mitglieder professionelle Maler waren. Prominente Mitglieder waren Frederick McCubbin, Louis Abrahams, Tom Roberts und Jane Sutherland. Der Club bot aufstrebenden Künstlern die Möglichkeit, ihre Werke zu präsentieren, Kritik von etablierten Künstlern zu erhalten und sich mit der Kunstwelt Melbournes zu vernetzen.
Ein zentrales Element des Clublebens waren die Conversaziones, bei denen die Mitglieder und ihre Gäste Kunstwerke präsentierten, Musikstücke aufführten und literarische Vorträge hielten. Diese Veranstaltungen fanden im renommierten Melbourne Coffee Palace statt und zogen ein anspruchsvolles Publikum von Kunstliebhabern und Sammlern an.

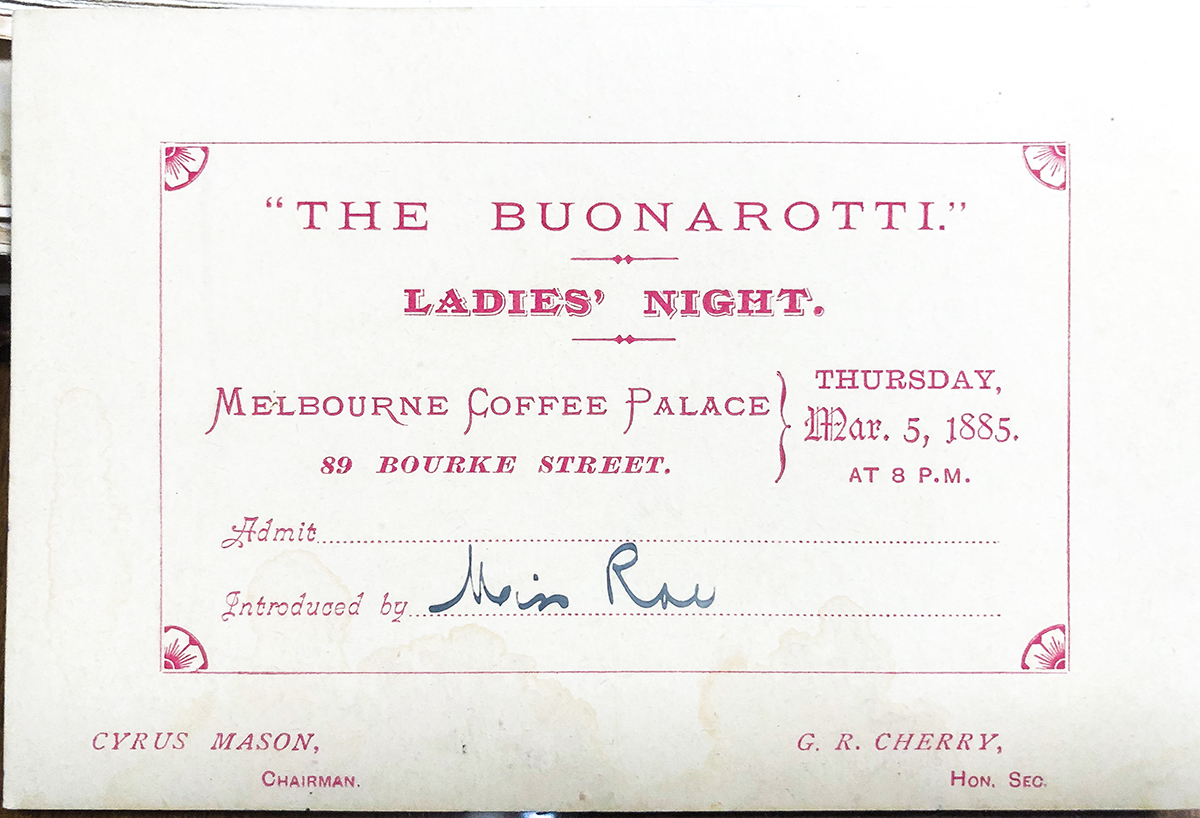
„The Buonarotti“ Eintrittskarte für die Ladies Night im Melbourne Coffee Palace, ausgestellt auf Miss (Iso) Rae. Melbourne 1885. Privatsammlung

Der Buonarotti Club spielte auch eine wichtige Rolle bei der Förderung von Frauen in der Kunst. Künstlerinnen wie Jane Sutherland, Clara Southern, Alice Chapman, Iso Rae und May Vale erhielten durch den Club wertvolle Unterstützung und berufliche Entwicklungsmöglichkeiten.

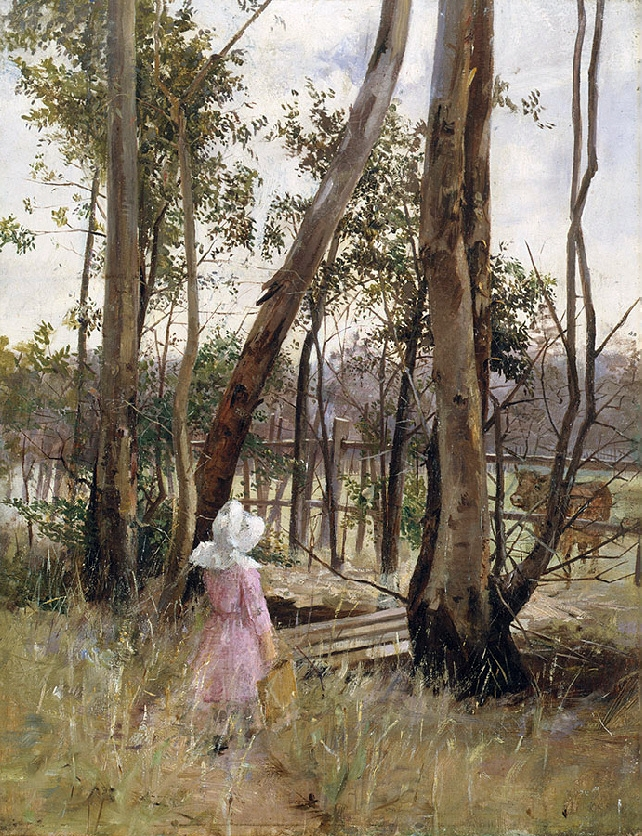
Jane Sutherland: Obstruction (Hindernis), 1887.

Der Club hatte auch Einfluss auf die Entwicklung der Heidelberg School, einer wichtigen Strömung in der australischen Kunst. Viele Mitglieder des Clubs malten im Freien und nahmen an Künstler-Camps teil, die als Vorläufer der späteren Aktivitäten der Heidelberg School gelten.

## Auflösung
Trotz seiner Erfolge löste sich der Buonarotti Club 1887 auf. Gründe dafür waren unter anderem der Weggang wichtiger Mitglieder wie John Longstaff und der Tod von Julian Gibbs. Nach der Auflösung des Clubs setzten einige Mitglieder ihre künstlerischen Aktivitäten in ähnlichen Vereinigungen fort, darunter die von Elizabeth Parsons gegründeten „Stray Leaves“.
Der Buonarotti Club wird in der australischen Kunstgeschichte als ein wichtiges Kapitel in der Entwicklung einer künstlerischen Gemeinschaft und der Förderung von Talenten in Melbourne angesehen.